# هیو چهارم قبرس
هیو چهارم قبرس (انگلیسی: Hugh IV of Cyprus; ح. 1295 – ۱۰ اکتبر ۱۳۵۹)، پادشاه از ۳۱ مارس ۱۳۲۴ تا زمان کناره‌گیری‌اش در ۲۴ نوامبر ۱۳۵۸ و اسماً پادشاه اورشلیم، با نام هیو دوم، تا زمان مرگش بود. وی پسر گی، پاسبان قبرس (پسر هیو سوم قبرس) و اشیوا ابلین بود. وی جانشین پدرش به عنوان پاسبان قبرس در سال ۱۳۱۸ شد تا آن که به دنبال مرگ عمویش هنری دوم، وی به عنوان پادشاه قبرس جانشین وی شد